# Maria Antonietta (Leopardi)
Maria Antonietta è una tragedia incompiuta di Giacomo Leopardi, scritta nel 1816. La vicenda è ambientata nella prigione dove è rinchiusa Maria Antonietta d'Asburgo-Lorena, un tempo regina di Francia e ora vedova di Luigi XVI, insieme alla giovane figlia Maria Teresa Carlotta, che vorrebbe far scappare la madre e salvarla da una terribile fine sul patibolo.

## Trama
Luigi XVI, re di Francia, è stato decapitato come traditore della Repubblica francese; sua moglie, l'austriaca Maria Antonietta, è imprigionata insieme a sua figlia Maria Teresa Carlotta e attende il sopraggiungere del supplizio. Una volta giuntale la sentenza che la condanna a morte per decapitazione, l'ex-regina accetta il suo destino e si ritira per prepararsi alla morte; la figlia invece, commossa dalla situazione, ordisce un piano per far fuggire la madre dalla Francia a condizione che lei vi rimanga. Quando Carlotta informa la madre del complotto, Maria Antonietta rifiuta di scappare e con dolcezza dice alla figlia di non continuare a sperare e mostra di voler morire. La mattina in cui verrà eseguita la sentenza, Maria Antonietta è pronta, mentre Carlotta piange, si dispera, si inginocchia e chiede alle guardie di morire con la madre o al suo posto. Maria Antonietta conforta la figlia per l'ultima volta, poi si affida alle guardie e parte con fermezza verso il patibolo. Fuori dalla prigione, mentre la carretta con sopra l'ex-regina si incammina verso il supplizio, si odono rumori di frastuono e scoppiano tumulti: i congiurati mettono in atto il loro piano, ma vengono sconfitti e il salvataggio sfuma. La regina Maria Antonietta viene decapitata con gran dolore della figlia Carlotta. Dopo la morte della madre, le guardie annunciano alla principessa che è libera e che potrà andarsene: inizialmente Carlotta rifiuta di lasciare la terra natia, dove hanno perso la vita i suoi amati genitori, e afferma di voler morire in prigione o sul patibolo. Alla fine la principessa si convince a partire e sperando di tornare un giorno per vendicarsi, dice addio alla terra di Francia.

## L'opera incompiuta
Come Giacomo Leopardi stesso racconta nei suoi Ricordi d'infanzia e d'adolescenza una volta, da ragazzo, sognò Maria Antonietta: «tenerezza di alcuni miei sogni singolare movendomi affatto al pianto (quanto mai maissimo m'è successo vegliando) e vaghissimi concetti come quando sognai di Maria Antonietta e di una canzone da mettergli in bocca nella tragedia che allora ne concepii la qual canzone per esprimere quegli affetti ch'io aveva sentiti non si sarebbe potuto fare se non in musica senza parole, mio spasimo letto il Cimitero della Maddalena, carattere e passione infelice della mia cugina di cui sopra». Leopardi era nato cinque anni dopo la decapitazione della famosa regina di Francia, condotta al patibolo il 16 ottobre 1793. Durante gli anni della giovinezza di Leopardi, in Europa, la figura di Maria Antonietta, già dopo la sua morte, era diventata quella della "regina martire" e andava formandosi attorno a lei un alone di santità, soprattutto grazie alla restaurazione dei Borboni sul trono di Francia (Congresso di Vienna - 1814). Gli ultimi giorni di vita di una regina detronizzata e condannata a morte si presentavano come materia ideale per una tragedia, come già mostrato da Friedrich Schiller con la sua Maria Stuart (1800), opera nella quale venivano raccontate le vicende di Maria Stuarda, un'antenata di Maria Antonietta, la cui storia aveva non poche analogie con quella della sua discendente. Leopardi iniziò a scrivere la tragedia il 30 luglio 1816, prevedendo di realizzarla in cinque atti. Del primo atto scrisse parte della scena prima, ovvero un monologo in versi in cui la regina Maria Antonietta parla della sua condizione e della morte del marito. Degli atti secondo e terzo non scrisse nulla, mentre degli atti quarto e quinto scrisse solo delle note sullo svolgersi delle vicende, senza realizzare battute in versi, ma accennandone alcune nella narrazione.
(Maria Antonietta. Atto primo, scena prima.)